# Ricotta secca

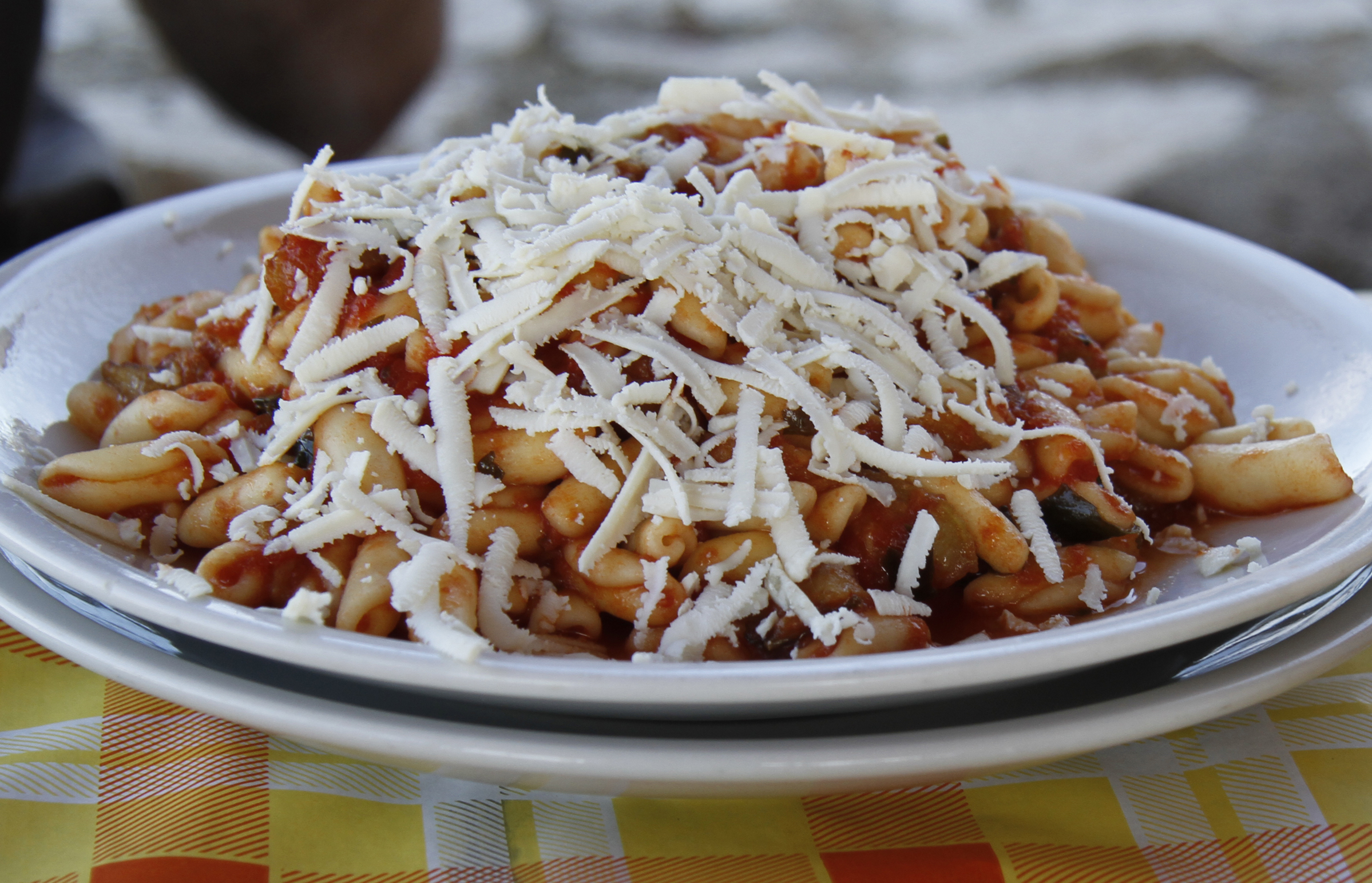
Piatto di pasta con ricotta salata grattugiata

La ricotta secca, o ricotta salata, o ricotta stagionata è una varietà di ricotta ovina, prodotta e apprezzata in particolare nell'Italia meridionale.

## Descrizione
Si differenzia dalla ricotta fresca per essere più "secca" e per un sapore e una consistenza più marcati.
Si produce lasciando flocculare le proteine e le albumine presenti nel siero di latte attraverso la loro denaturazione: il siero viene portato ad una temperatura vicina agli 85 °C in grandi contenitori semisferici, chiamati "doppifondi", dove le sieroproteine tendono a raggrumarsi in fiocchi ("flocculare") ed a venire quindi in superficie, per poi venire raccolte ed inserite nelle apposite fuscelle.
Successivamente la ricotta appena prodotta, viene lasciata sgrondare per qualche giorno prima di essere salata. La salatura avviene quasi esclusivamente a mano con del sale marino grosso. Dopo una stagionatura di qualche giorno (mediamente da un minimo di 10 fino ad un massimo di 30) la ricotta secca è pronta per il consumo.
Una variante particolare prevede l'aggiunta di peperoncino rosso, che viene inserito direttamente al momento della raccolta e messa in fuscella. La ricotta secca con peperoncino è un ingrediente di alcuni piatti tipici calabresi e pugliesi. 
La ricotta salata viene sovente utilizzata come formaggio grattugiato. È un ingrediente fondamentale nei piatti della  cucina siciliana, come la pasta alla Norma, e anche nella cucina lucana è usata nella pasta con i peperoni cruschi come alternativa al pecorino.
La ricotta secca in commercio è prodotta soprattutto con siero di latte di pecora, ma in Sardegna viene prodotta ricotta secca anche con siero di latte di capra, che presenta una consistenza più morbida e la fa utilizzare come prodotto da tavola e non da grattugiare.